# 対馬小路
対馬小路（つましょうじ）は、福岡県福岡市博多区にある地名。丁目の設定がない単独町名であり、全域で住居表示を施行している。面積は約8.98ヘクタール。2023年1月末現在の人口は1,635人。郵便番号は812-0020。

## 概要
福岡市博多区の北部に位置し、北で築港本町、南で神屋町、東で古門戸町と接し、西は那珂川の河口近くに接している。北の福岡県道602号後野福岡線（那の津通り）沿いを中心にオフィスや商業地域、アパートやマンションが建ち並んでいる。

## 歴史
地名の由来は戦国時代、この地に対馬の宗義智が豊臣秀吉から拝領した蔵屋敷があったことから。
天正15年（1587年）、戦禍をこうむった博多を復興させるために行われた豊臣秀吉による都市整備「太閤町割り」による「博多七小路」の一つとして誕生した。当初は上・中・下の3町に分かれた長い縦筋町だった。
明治35年（1902年）に博多大築港が竣工すると、多くの貨物や旅客船舶の入港により関連商家や事業場が集積し、大変繁栄した。
昭和41年（1966年）の町界町名整理で、単に「対馬小路」となった。
また、流の一つである大黒流を構成している。

### 町域の変遷
| 住居表示実施後 | 実施年月日         | 住居表示実施前（各大字の一部）                                             |
| -------------- | ------------------ | -------------------------------------------------------------------------- |
| 対馬小路       | 1966年（昭和41年） | 千年町3丁目・石城町3丁目・西方寺前町・倉所町・下対馬小路・下洲崎町・下鰯町 |

## 人口
対馬小路の人口の推移を福岡市の住民基本台帳（公称町別）に基づき示す（単位：人）。集計時点は各年9月末現在である。
- 2001年（平成13年）：1,180
- 2002年（平成14年）：1,170
- 2003年（平成15年）：1,205
- 2004年（平成16年）：1,237
- 2005年（平成17年）：1,220
- 2006年（平成18年）：1,187
- 2007年（平成19年）：1,194
- 2008年（平成20年）：1,251
- 2009年（平成21年）：1,237
- 2010年（平成22年）：1,305
- 2011年（平成23年）：1,277
- 2012年（平成24年）：1,338
- 2013年（平成25年）：1,395
- 2014年（平成26年）：1,424
- 2015年（平成27年）：1,440
- 2016年（平成28年）：1,467
- 2017年（平成29年）：1,465
- 2018年（平成30年）：1,408
- 2019年（令和元年）：1,538
- 2020年（令和2年）：1,612
- 2021年（令和3年）：1,645
- 2022年（令和4年）：1,655

## 主な施設
- あまごころ本舗本社
- 福岡信用金庫博多北支店
- 古森病院
- ボンドストア[7]
- 真如苑福岡支部

## 教育施設

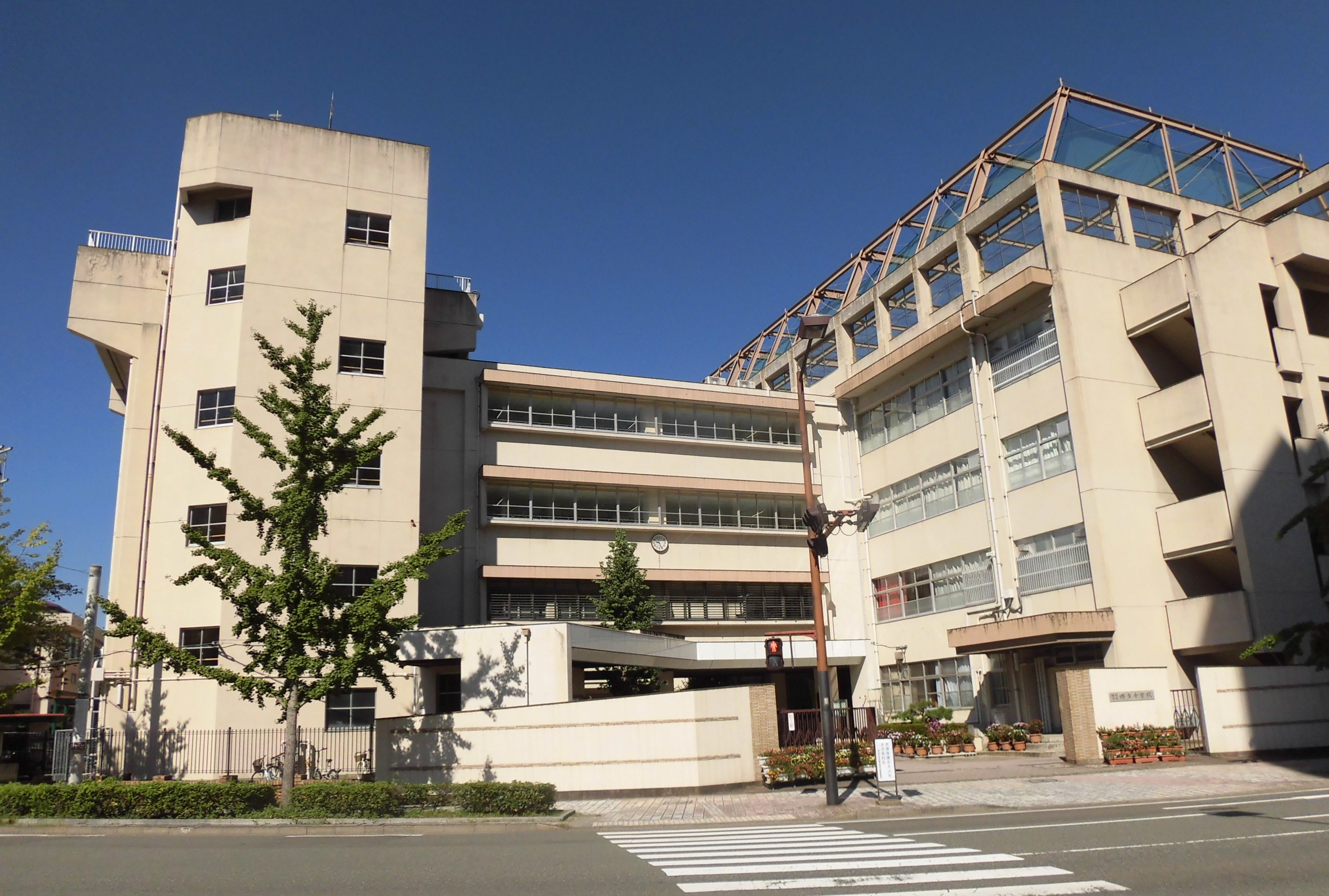
福岡市立博多中学校

- 福岡市立博多中学校

福岡市立博多小学校の校区となっている。

## 名所・旧跡
- 沖濱稲荷神社 - 川上音二郎の生家跡に立つ[6]。

## 交通

### 道路
- 福岡県道602号後野福岡線（那の津通り）
- 福岡市道千鳥橋唐人町線（那の津通り）
- 土居通り
- 大黒通り
- すこやか通り

### 鉄道
町内に鉄道は通っていない。

### バス
- 西鉄バス
  - 対馬小路
  - 築港本町